# 카엘
카엘(본명: 김진홍, 2004년 2월 11일 ~ )은 대한민국의 리그 오브 레전드 프로게이머로 포지션은 서포터이다. 아이디는 Kael을 사용하며 현재 애니원스 레전드 소속이다.

## 선수 생활
2021시즌을 앞두고 Gen.G의 2군팀으로 콜업되면서 프로 커리어를 시작했다. 2021 서머 시즌 팀의 정규시즌 1위 및 우승에 기여했다. 시즌 종료 이후 ALL-CL 팀에 선정되었다.
2022시즌을 앞두고 리브 샌드박스에 입단했다.
2024시즌을 앞두고 중국의 애니원스 레전드에 입단했다.

## 소속팀
| # | 팀명            | 소속 기간             | 소속 리그 | 비고 |
| - | --------------- | --------------------- | --------- | ---- |
| 1 | Gen.G           | 2021.01~2021.11.26    | LCK       |      |
| 2 | 리브 샌드박스   | 2021.11.26~2023.11.20 | LCK       |      |
| 3 | 애니원스 레전드 | 2023.12.12~           | LPL       |      |